# Branice (gmina)
Branice – gmina wiejska w województwie opolskim, w powiecie głubczyckim. W latach 1975–1998 gmina położona była w województwie opolskim.
Siedziba gminy to Branice.
Według danych z 30 czerwca 2004 gminę zamieszkiwało 7791 osób. Natomiast według danych z 31 grudnia 2019 roku gminę zamieszkiwały 6474 osoby.

## Geografia
Branice to gmina typowo rolnicza, leżąca w południowej części województwa opolskiego, wschodnia i centralna część gminy na Płaskowyżu Głubczyckim wchodzącym w skład Niziny Śląskiej i zachodnia część gminy w Górach Opawskich wchodzących w skład Sudetów Wschodnich. Między wioskami Branice i Boboluszki znajduje się wzniesienie Plechowa Góra (328 m n.p.m.; niem. Plechowa Berg albo Blechberg), najwyższa góra Płaskowyżu Głubczyckiego, na której wcześniej stała wieża triangulacyjna.
Jest to region z typową strukturą wiejską z urodzajnymi glebami i korzystnym klimatem. Położenie i warunki glebowo-klimatyczne decydują o dominującym profilu rolniczej działalności w gminie.

## Struktura powierzchni
Według danych z roku 2002 gmina Branice ma obszar 121,87 km², w tym:
- użytki rolne: 89%
- użytki leśne: 1%

Gmina stanowi 18,11% powierzchni powiatu.

## Demografia

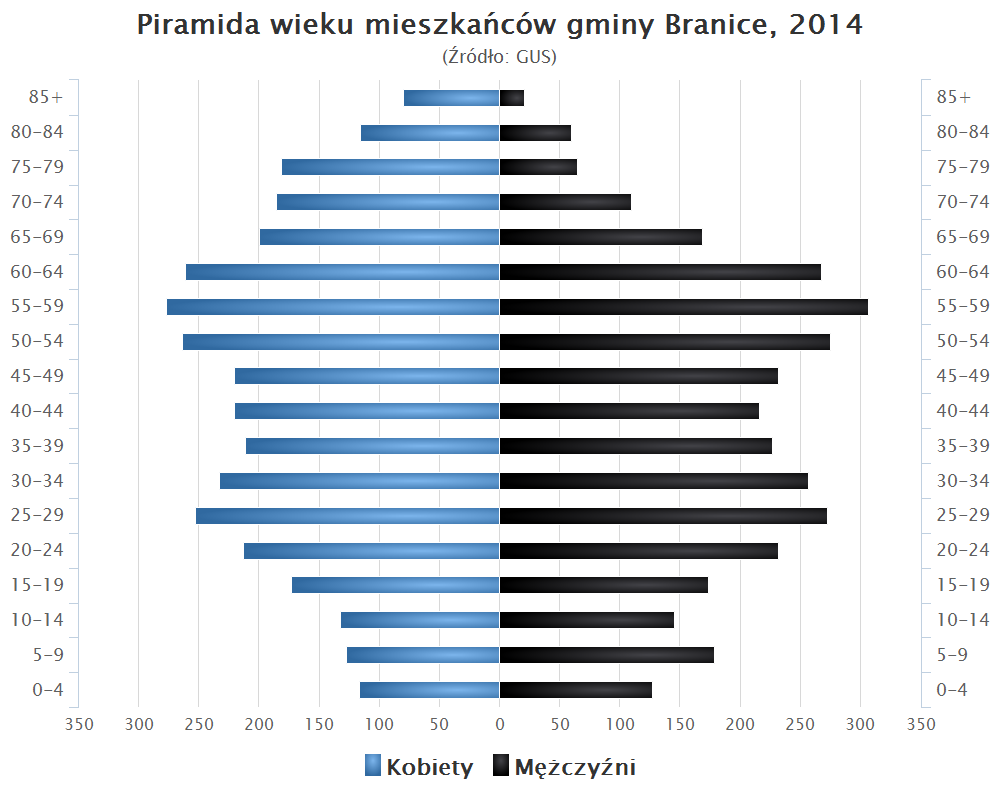
Piramida wieku mieszkańców gminy Branice w 2014 roku

Dane z 30 czerwca 2004:
| Opis                              | Ogółem | Ogółem | Kobiety | Kobiety | Mężczyźni | Mężczyźni |
| --------------------------------- | ------ | ------ | ------- | ------- | --------- | --------- |
| jednostka                         | osób   | %      | osób    | %       | osób      | %         |
| populacja                         | 7791   | 100    | 3930    | 50,4    | 3861      | 49,6      |
| gęstość zaludnienia (mieszk./km²) | 63,9   | 63,9   | 32,2    | 32,2    | 31,7      | 31,7      |

## Regiony partnerskie
- Úvalno, Czechy

## Sąsiednie gminy
Głubczyce, gmina Kietrz. Gmina sąsiaduje z Czechami (gminy Karniów, Úvalno, Brumovice, Holasovice, Opawa).